# Akiba ben Jószéf
Akiba ben Joszef, közismertebb nevén Akiba rabbi (Lod, 50 körül – Caesarea Maritima, 132) rabbi, Talmud-magyarázó.

## Élete
Akiba életéről nagyon sok feljegyzés található a Talmudban, illetve más korabeli forrásokban, azonban ezeket a feljegyzéseket annyira átszövik a legendák, hogy pontos élettörténetét igen nehéz megállapítani. Tény, hogy ifjúkorában pásztor volt, az viszont minden bizonnyal legenda, hogy egy gazdag jeruzsálemi birtokos leányát vette feleségül. Felesége Ráhel, Jósué leánya volt. Akiba későn, férfikorában kezdett tanulni, egészen addig a rabbik ellenségének számított. A mester, akit szülővárosában, Lyddában hallgatott, Rabbi Eliézer ben Hyrkanos volt, aki már Jochanan ben Zakkai halála után működött. Akiba tizenhárom éven át tanult, mindeközben családjáról is gondoskodnia kellett. Másik tanítómestere Rabbi Tarfon volt, aki később maga is tanítványa és csodálója lett Akibának. Amíg Rabbi Eliézer élt, Akiba Lyddában működött, mestere halála után Bené Berakban, Jaffa közelében, később Ziphrónban, ezután Jabnéban, ahol a szanhedrin elnöke lett. A későbbi legkiválóbb tannaiták az ő tanítványai közül kerültek ki, a Talmud számukat 12000-re teszi. Leghíresebb tanítványai Rabbi Méir és Simon bar Jochi voltak.
Akiba Bar Kohbát – feltehetőleg nacionális okokból – Messiásnak tartotta. A zsidó szabadságharcban való részességéről ez a legfőbb adat. A Talmud számos utazásáról is említést tesz: 95-ben Rómába utazott, ahol két éven át tartózkodott, kiterjedt nyelvtudása okán a császárhoz intézett követség tagjaként. Ez alkalommal Galliában is megfordult, 110 körül pedig a babilóniai Nehardeában járt, ahol a zsidóság egyik nagy kultúrcentruma volt.
Halálát a Talmud szerint az okozta, hogy megszegte Hadrianus római császár ediktumát, amely megtiltotta a zsidó vallás tanítását, illetve törvényeinek magyarázását. Sok éven át börtönben tartották, hogy a valóságban hogyan is végezték ki, a rengeteg legenda miatt nagyon nehéz pontosan megállapítani. A leírások alapján az a legvalószínűbb, hogy hosszas tortúra után elevenen elégették. A legenda szerint Akiba ezt a legnagyobb türelemmel viselte, és a körülötte állóknak erkölcsi tanításokat adott, majd a „Semá Jiszroél” ima közben halt meg.

## Munkássága

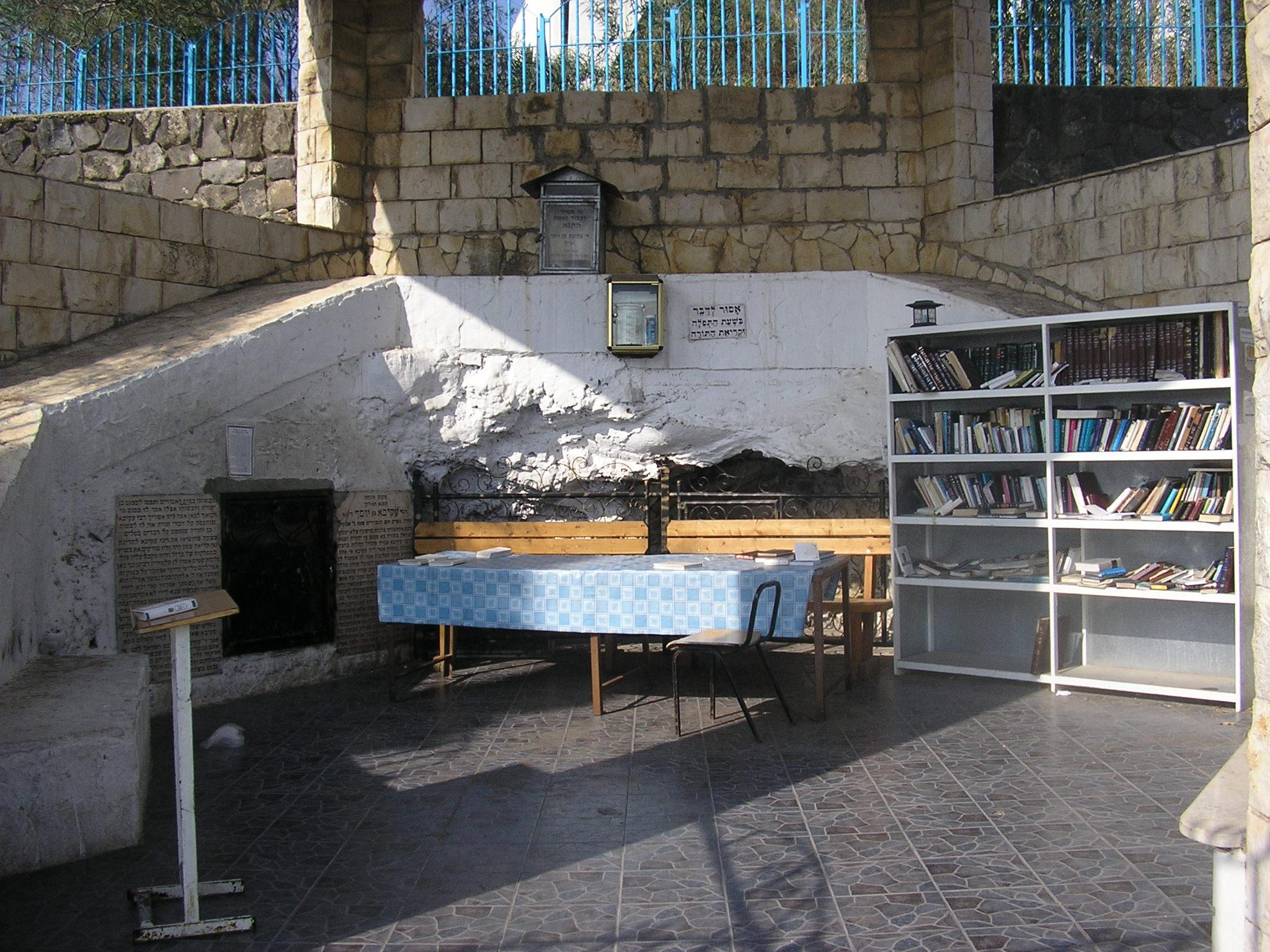
Akiba ben Jószéf sírja Tibériásban

Rabbi Akiba a tudást tartotta a legnagyobb erénynek, de csak akkor, ha szerénységgel párosul:
„Aki tudása miatt feltolja magát, olyan, mint az útszéli hulla, mely előtt az utas gyorsan tovább halad"
Másik idevonatkozó mondását Lukács evangéliumából vette át (Lk 14:8-12), ez Akibánál így szól:
„Helyedet mindig rangodon alul válaszd, amíg nem kérnek rá, hogy előkelőbb helyre ülj, mert jobb, ha mások szólítanak fel, hogy lépj előbbre, mint ha arra kérnek, hogy hátrább ülj."
Jótékonyságát sok helyen megörökíti a Talmud, amelyből azt is megtudjuk, hogy a jótékonysági adományok templomi szekrényének felügyelője volt. Tőle származik az ótestamentumi kánon végleges megállapítása, egyszersmind számos apokrif irat fel nem vétele is, jóllehet nem tiltotta meg ezek tanulmányozását sem, sőt ő maga is gyakran idézett az Ecclesiasticusból. A Septuaginta akkor a zsidók közt is elterjedt hibás szövegét Akiba pótolta a kanonizált Bibliával. A Targum-Onkelos szerkesztésben is döntő szerepe lehetett, mivel ezek halachikus anyaga teljesen fedi Akiba véleményeit. Valójában a Halacha volt Akiba legfontosabb anyaga, ez előtte nem volt rendszerezve, ennélfogva vallási utalásul sem szolgálhatott csak olyan helyeken, ahol iskolafő volt. Akiba volt az, aki a Misnában megszövegezte a halachikus kódexet, a Midrásban a halacha-exegézist, a Halachotban pedig magának a Halachának logikai módszerét és alkalmazását mutatta. Azok a talmudszerzők, akik például a Misna az ő korukban meglévő formájának végleges megszövegezőjének Rabbi Méirt tartották, egyetértenek abban, hogy az Akiba szövegezésének módosítása és az ő szövegének nyomán jött létre. Eszerint a kodifikált Halacha a Misnával, a Tószefta a Misnára vonatkozó logikus érvekkel és a halachikus Midras Akiba életművének tekinthető. Tanítványaitól erednek a Mechilta és több Szifra.
Akiba nagy érdeme, hogy tartózkodott a dogmatizálástól, azt teljesen elkerülte, mint a judaizmus szellemével össze nem egyeztethetőt, azt is látta azonban, hogy szükség van a szóbeli hagyományok és magyarázatok rögzítésére. Akiba tanította először, hogy a kanonizált bibliai szöveg belső értelmű, abban sem felesleges szó, sem felesleges betű nincs, hanem minden lényeg, s belőlük erednek s onnan fejleszthetőek a vallási, erkölcsi és politikai törvények.
Akiba vallásfilozófiája hasonló alexandriai Philónéhoz: az ember alapja az eszme, az ember nem Isten képmására, hanem Isten eszméje után teremtetett. Monoteizmusa szigorú volt: kizárta az angyalhitet éppúgy, mint a személyes istenhitet. Az akaratszabadság elvét vallotta: „az akarat szabadsága minden embernek meg van adva”; illetve: „A világot isteni kéz kormányozza, de az ítélet minden ember jó és rossz cselekedeteinek megmérésén alapszik.”
Isten transzcendentális természetének megmagyarázása után vezette le Akiba az indeterminizmust, a korlátlan akaratszabadságot, amely már ebben az időben ellentétbe hozta a korai kereszténységgel, éppúgy, mint közvetítőt el nem ismerő szigorú egyistenhite:
„Boldog vagy ó Izráel, hogy égi Atyád által tisztultál meg”, valamint: „Izráel reménysége Isten.”
Akibe szerint Isten Attributumai nem csupán igazságosság, hanem a jóság és az irgalom is, amely azonban nincs alárendelve az előbbinek. Ez tükröződik erkölcsi aforizmájábólis:
„Isten a világot irgalommal, de az emberi cselekedetek jó és rossz oldalainak mérlegelésével kormányozza.”
Legfőbb törvénynek Akiba is a felebaráti szeretet bibliai törvényét vallotta, de ez önmagában véve még nem elegendő, s hevesen protestált a keresztények azon vélemény ellen, miszerint a judaizmus „csupán csak moralitás".  Filozófiája dacára Akiba a zsidó nacionalizmus legtudatosabb megtestesítője volt, még a Talmudban feljegyzett víziói is, amelyek a jövőre vonatkoznak, visszatükrözik népe iránti szeretetét.